# Dagny Servaes
Dagny Servaes, född 10 mars 1894 i Berlin i Kejsardömet Tyskland, död 10 juli 1961 i Wien i Österrike, var en tysk skådespelare. Hon filmdebuterade 1916 och medverkade i ett 70-tal filmer fram till 1956.

## Filmografi i urval
- 1922 – Faraos hustru
- 1924 – Carlos och Elisabeth
- 1927 – Den stora strejken
- 1934 – Den lilla butiken
- 1937 – Fruns hemliga timmar
- 1939 – I valsens virvlar
- 1940 – Friedrich Schiller – Der Triumph eines Genies
- 1941 – Storstädning i familjen
- 1942 – Den gyllene staden
- 1949 – Tonernas värld

### Fotnoter
1. ↑  Gemeinsame Normdatei, läst: 24 april 2014.[källa från Wikidata]
2. ↑  Internet Movie Database, läst: 20 juni 2019.[källa från Wikidata]
3. ↑  Gemeinsame Normdatei, läst: 11 december 2014.[källa från Wikidata]
4. ↑  filmportal.de, Filmportal-ID: 67fee6c367274753a74bfde892e1c70b, läst: 9 oktober 2017.[källa från Wikidata]
5. ↑  Salzburgwiki, Salzburgwiki-ID: 105991.[källa från Wikidata]
6. ↑  Gemeinsame Normdatei, läst: 30 december 2014.[källa från Wikidata]